# Amour et Confusions
Pour plus de détails, voir Fiche technique et Distribution.
Amour et Confusions est un film français réalisé par Patrick Braoudé en 1997.

## Synopsis
Le bibelot de Dan sur lequel Sarah a laissé son numéro de téléphone se brise. Sarah et Dan étaient faits pour se rencontrer.

## Fiche technique
- titre : Amour et Confusions
- Réalisation : Patrick Braoudé
- Scénario : Patrick Braoudé
- Production : Alain Goldman
- Sociétés de production : Gaumont et Légende Entreprises
- Musique originale : Jacques Davidovici
- Photographie : Philippe Pavans de Ceccatty
- Montage : Yves Deschamps
- Distribution : Hélène Chéruy
- Décors : Emmanuel Sorin
- Costumes : Mimi Lempicka et Nono Van Meerbeeck
- Lieu de tournage : Paris
- Genre : Comédie
- Durée : 105 minutes
- Pays :  France
- Langue : français
- Dates de sortie :
  - France : 5 février 1997
  - Suisse : 14 février 1997
  - Belgique : 5 mars 1997

## Distribution
- Patrick Braoudé : Dan
- Kristin Scott Thomas : Sarah
- Valeria Bruni Tedeschi : Michelle
- Jeanne Moreau : Libra
- Gérard Darmon : Simon
- Jules-Edouard Moustic : Denis
- Marie-France Santon : Madame
- Françoise Pinkwasser : secrétaire
- Sylvain Rougerie : Boss
- Hervé Hiolle : talent chaser
- Jonas Braoudé : Jerome
- Guila Braoudé : Myléne
- Ticky Holgado : le sexologue